# Мартин, Ларю
Ларю Мартин (англ. LaRue Martin; родился 30 марта 1950, Чикаго, Иллинойс) — американский профессиональный баскетболист.

## Карьера в колледже
Мартин вырос в Чикаго, штат Иллинойс, и учился в средней школе при институте De La Salle. Там он играл под руководством тренера Джерри Токарса и был одноклассником Брайанта Гамбела. Учился в «Loyola University Chicago» (LUC).
Мартин привлек к себе внимание, хорошо сыграв против Билла Уолтона в матче между «Loyola» и «Калифорнийский университет в Лос-Анджелесе» в 1971-72 годах.

## Профессиональная карьера

### Портленд Трэйл Блэйзерс (1972-1976)

##### 1972-74: Ранние годы
На драфте НБА 1972 года «Портленд Трэйл Блэйзерс» выбрали Ларю под 1-м номером. В первый год своей карьеры он набирал в среднем 4,4 очка и 4,6 подбора в 77 играх при ограниченном количестве игрового времени (12 минут за игру).

## Карьера игрока
Играл на позиции центрового. Учился в Университете Лойолы в Чикаго, в 1972 году был выбран на драфте НБА под 1-м номером командой «Портленд Трэйл Блэйзерс» и всю свою короткую спортивную карьеру провёл в этом клубе. Всего в НБА провёл 4 сезона. Всего за карьеру в НБА сыграл 271 игру, в которых набрал 1430 очков (в среднем 5,3 за игру), сделал 1258 подборов, 203 передачи, 46 перехватов и 98 блок-шотов. Из-за травмы Мартину пришлось досрочно завершить карьеру по окончании сезона 1975/1976 годов, а в следующем сезоне его клуб выиграл свой первый и пока что последний чемпионский титул.